# Adela adamantella
Adela adamantella är en fjärilsart som beskrevs av Friedrich Anton Kolenati 1846. Adela adamantella ingår i släktet Adela och familjen antennmalar. Inga underarter finns listade i Catalogue of Life.